# Holotrichia liukueinsis
Holotrichia liukueinsis är en skalbaggsart som beskrevs av Kobayashi 1986. Holotrichia liukueinsis ingår i släktet Holotrichia och familjen Melolonthidae. Inga underarter finns listade i Catalogue of Life.